# Виноград Куанье
Виноград Куанье или Виноград Кемпфера, или Виноград японский (лат. Vitis coignetiae) — вид деревянистых лиан из рода Виноград семейства Виноградовые.

## Ботаническое описание
Лиана со стволом 5—10 см в диаметре и длиной до 15—18 м, в Японии встречаются изредка лозы длиной до 20 метров. Усики винограда способны совершать круговые движения, благодаря этому они обвивают ветви соседних растений (деревьев) и другие опоры. Кора тёмная.
Листья тёмно-зеленые яйцевидные или округлые с тремя слабовыраженными лопастями. Размер колеблется от 10 до 30 см. Края с острыми и округло-треугольными пильчатыми зубцами. Осенью становятся багряно-красными или тёмно-пурпуровыми.
Цветки мелкие. Собраны в короткие войлочно опушённые кисти длиной от 6 до 15 см. Виноград Куанье — двудомное растение.
Плоды — шаровидные чёрно-пурпурные или чёрно-фиолетовые. В них содержится мало сока, по вкусу они сладковато-терпкие, съедобные, с двумя-четырьмя семенами.

## Распространение и экология
Распространен на юге Сахалина (по восточному побережью до 49°, по западному — до 50° с. ш.), о. Монерон и Курилах (Шикотан, Кунашир, Итуруп, Юрий), на японских островах Хоккайдо, Хонсю и Сикоку, а также в Корее.
Растет преимущественно на прибрежной полосе, по склонам, на опушках среди кустарников, в зарослях курильского бамбука, который служит для винограда опорой. Требователен к плодородию и влажности почвы и воздуха.

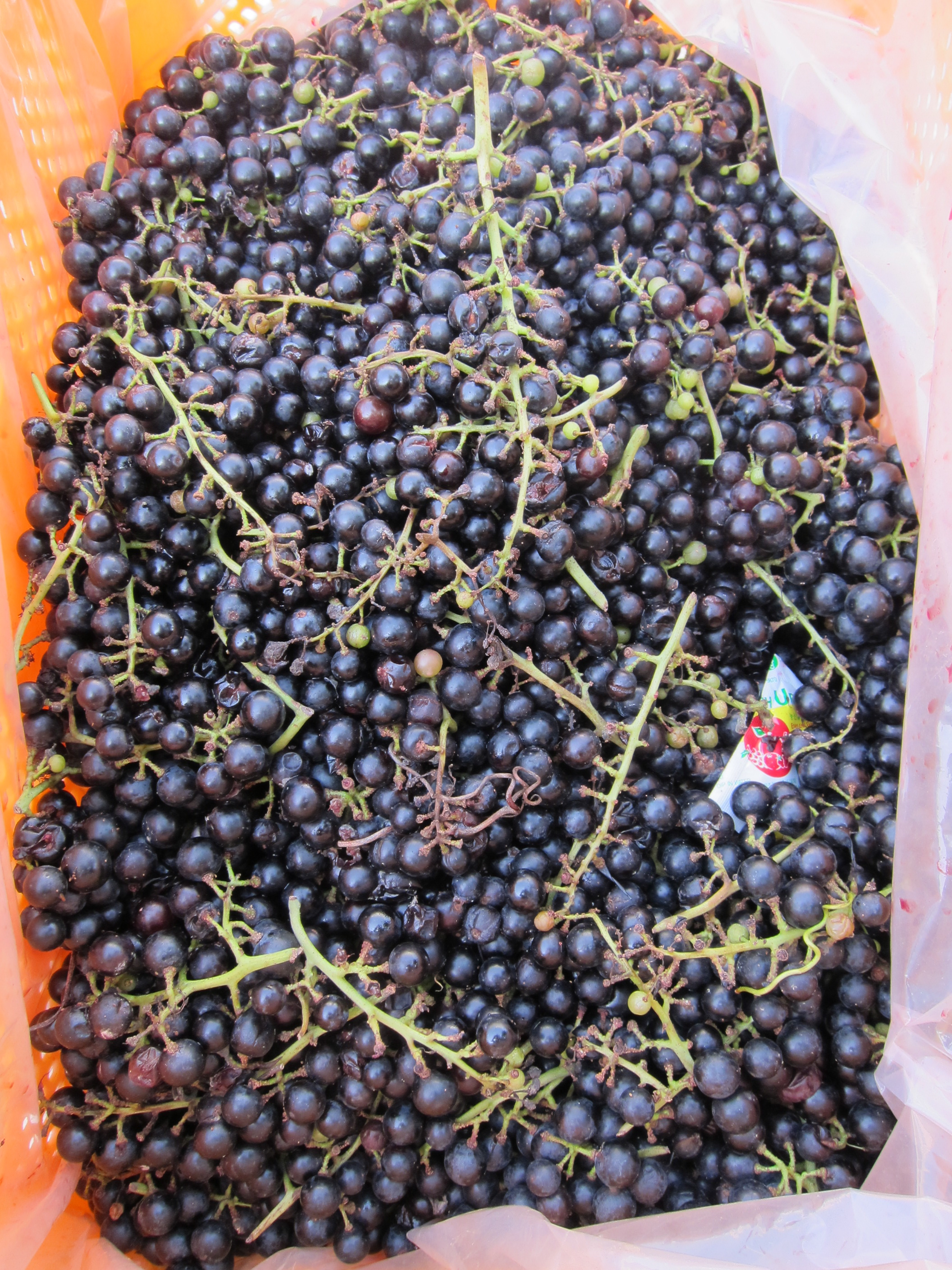
Гроздья винограда Куанье на базаре в Корее

## Значение и применение
Густооблиственные и очень нарядные в осенней багряно-краской листве лианы весьма пригодны для декоративного озеленения. При культивировании следует учитывать, что этот вид достаточно влаголюбив.